# Rittergut Cösitz

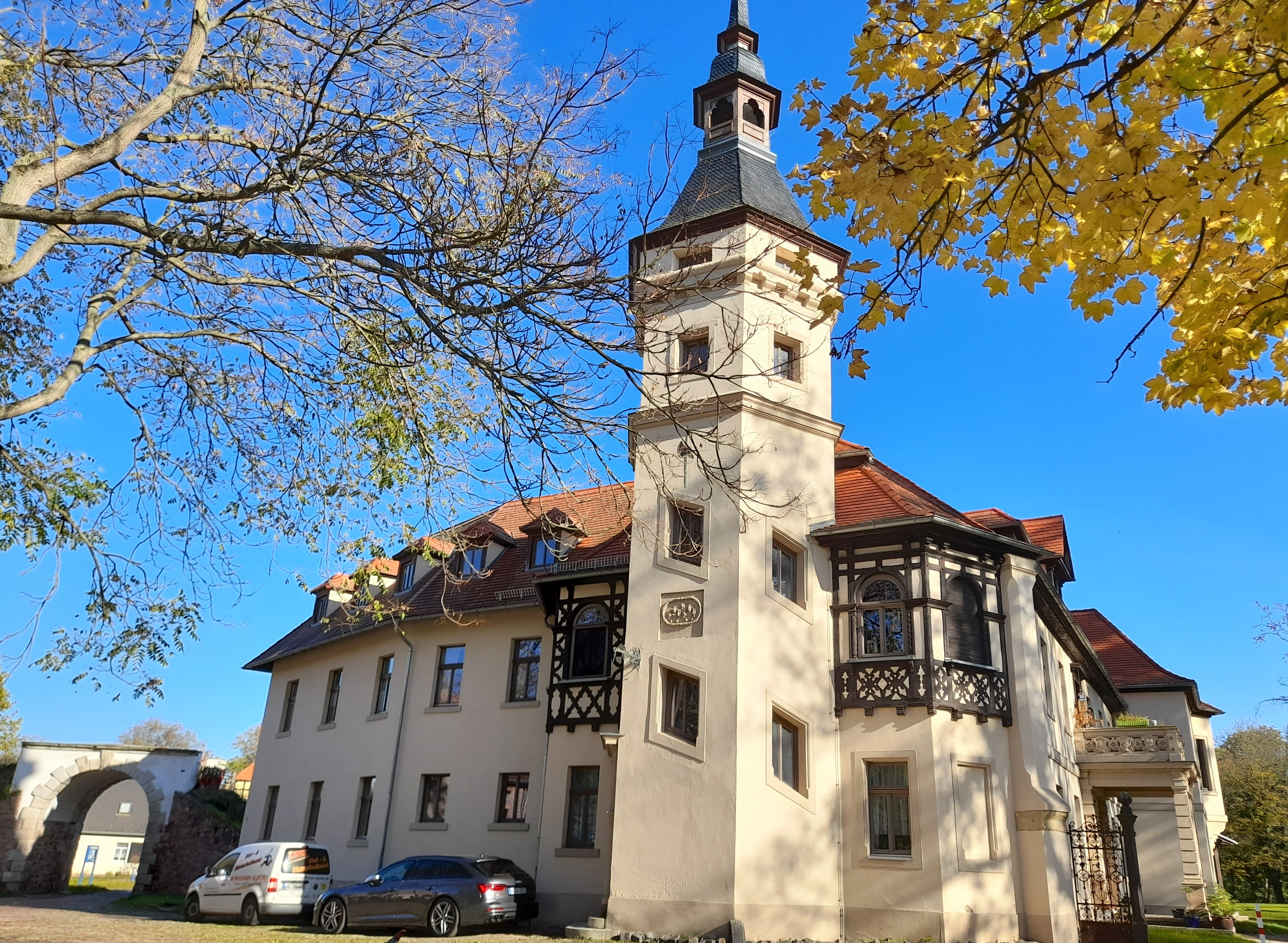
Rittergut Cösitz

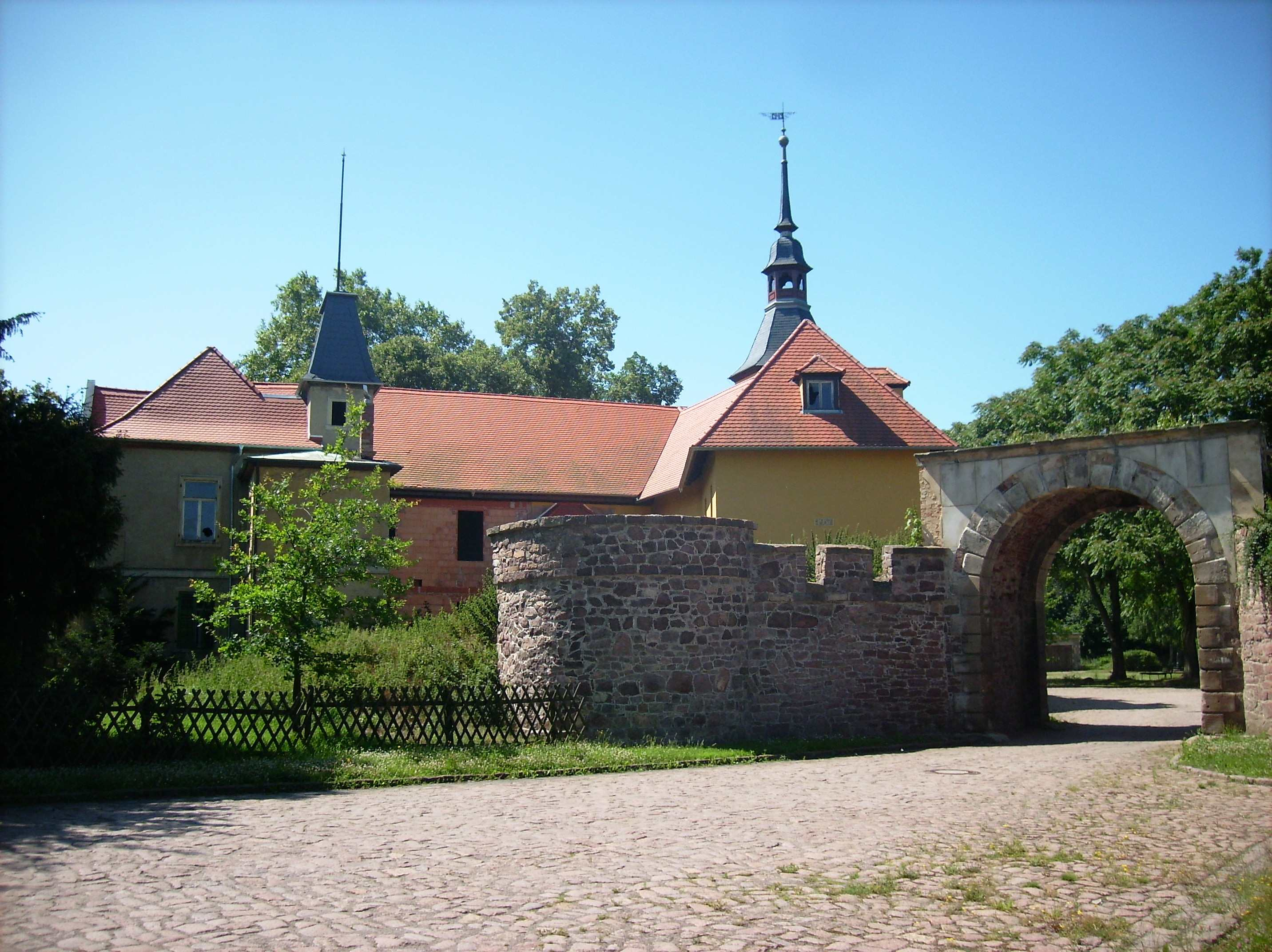
Zugang

Das Rittergut Cösitz (auch Schloss Cösitz oder Herrenhaus Cösitz) ist eine denkmalgeschützte Anlage im Ortsteil Cösitz der Stadt Zörbig im Landkreis Anhalt-Bitterfeld in Sachsen-Anhalt. Im örtlichen Denkmalverzeichnis ist das Rittergut unter der Erfassungsnummer 094 13807 als Baudenkmal verzeichnet.

## Geschichte
Auf dem Gelände des heutigen Rittergutes befand sich im Jahr 750 bereits eine sorbische Wallburg, die 839 urkundlich durch die Eroberung durch die Sachsen erwähnt wurde. Von 1370 bis zur Mitte des 16. Jahrhunderts war die Anlage Stammsitz derer von Kositz. Nach der Pest von 1636 und Brandschatzungen durch schwedische Truppen im Dreißigjährigen Krieg war das Dorf und das Rittergut wüst. Im Jahr 1877 wurde der Wall der Burg abgetragen, das ermöglichte später die Errichtung des Ostflügels des Gebäudes. Das heutige als Schloss bezeichnete Bauwerk wurde im Auftrag von Hubert Freiherr von dem Bussche-Lohe und seiner Ehefrau Jeannette von Wuthenau im Jahr 1891 errichtet. Der Westflügel wurde 1937 errichtet, ebenso der englische Landschaftspark. Den Entwurf für den neuen Flügel erstellte der Oberbaurat a. D. und Architekt Hans Volkmann. Der Freiherr hatte bereits 1933/34 eine kleinere Wohnraumerweiterung zum Gebäude durch den Hallenser planen lassen. Bis zur Zwangsversteigerung im Jahr 1945 blieb es im Familienbesitz deren von dem Bussche. In den letzten Jahren wurde das Rittergut saniert und es entstanden Wohnungen.
In dem Landschaftspark steht heute noch eine Buche mit einem Stammdurchmesser von sechs Meter und einer Krone von 38 Meter, womit diese zu den dicksten Buchen in Deutschland zählt. Von der Wallburg sind bis zu fünf Meter hoche Wallreste erhalten.